# پپن یکم، پادشاه آکیتن

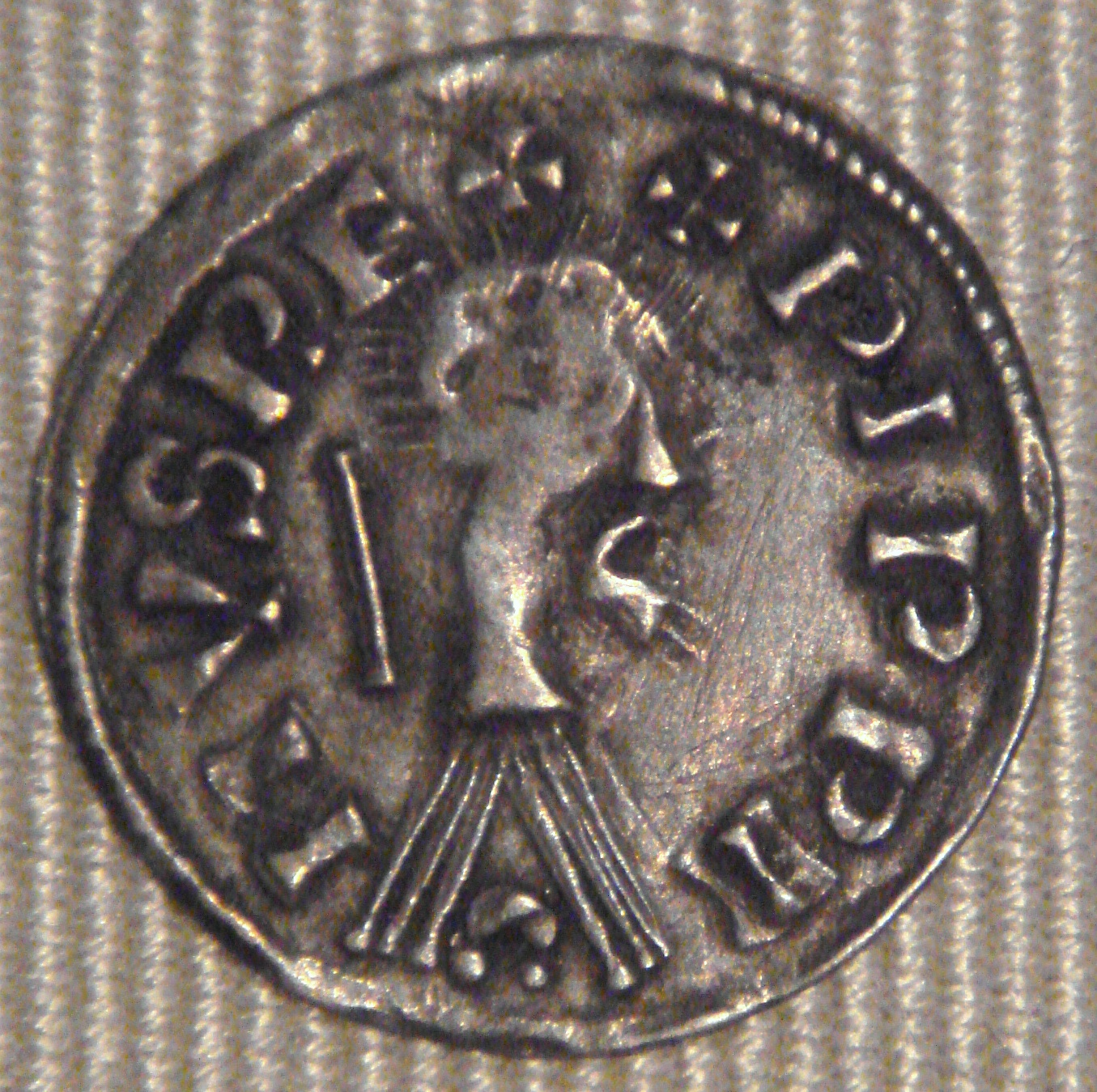
دینار پپن یکم، پادشاه آکیتن (–). روی کتیبه پیپینوس رکس نوشته شده است.

پپن یکم یا پپن یکم آکیتن (به فرانسوی: Pépin؛ ۷۹۷ – ۱۳ دسامبر ۸۳۸) پادشاه آکیتن و دوک مین بود.
پپن دومین پسر امپراتور لوئی پارسا و همسر اولش ارمنگارد از هسبای بود. هنگامی که پدرش در اوت ۸۱۷ به هر یک از پسرانش یک پادشاهی (در داخل امپراتوری) اختصاص داد، پپن آکیتن را دریافت کرد،  که در زمان سلطنت پدرش شارلمانی، زیرمجموعه خود لوئی بود. ارمولدوس نیگلوس شاعر درباری او بود و او را در لشکرکشی به بریتانی در سال ۸۲۴ همراهی کرد.